# Mount Havener
Mount Havener ist ein 2800 m hoher Berg im westantarktischen Ellsworthland. In der Sentinel Range des Ellsworthgebirges ragt er unmittelbar am Kopfende des Guerrero-Gletschers auf. Er gehört zu den Doyran Heights.
Der United States Geological Survey kartierte ihn anhand eigener Vermessungen und Luftaufnahmen der United States Navy zwischen 1957 und 1959. Das Advisory Committee on Antarctic Names benannte ihn 1961 nach Melvin Charles Havener (* 1936) von der US-Navy, der 1957 als Techniker auf der Südpolstation tätig war.